# Річія несправжньопапілозна
Річія несправжньопапілозна (Riccia pseudopapillosa) — вид печіночників родини річієвих (Ricciaceae).
Таксон вважається синонімом Riccia papillosa Moris

## Поширення
Зареєстрований у Європі й Північній Америці.